# Eilema apicalis
Eilema apicalis là một loài bướm đêm thuộc phân họ Arctiinae, họ Erebidae.